# Liste des salles de spectacles parisiennes disparues
La liste des salles de spectacles parisiennes disparues recense des lieux emblématiques qui ont marqué l’histoire culturelle de Paris, mais qui ne sont aujourd'hui plus en activité.

## Opéras
- Théâtre Feydeau
- Théâtre de la foire (foires Saint-Germain et Saint-Laurent)
- Théâtre italien de Paris, ou Comédie-Italienne ou Théâtre-Italien
- Opéra Le Peletier
- Opéra de la rue de Richelieu

## Théâtres
- Salle des Machines
- Théâtre de l'Ambigu-Comique
- Théâtre de l'Apollo
- Théâtre de l'Avenue
- Théâtre d'Application ou Bodinière
- L'Athénée-Comique
- Théâtre Le Barbizon
- Théâtre Beaujolais
- Théâtre Beaumarchais (anc. théâtre de la Porte Saint-Antoine)
- Théâtre de Belleville
- Théâtre des Blancs-Manteaux
- Théâtre des Capucines
- Théâtre de Cluny
- Théâtre des Délassements-Comiques
- Théâtre des Deux Boules (ancien théâtre érotique)
- Théâtre de l'Empire
- Théâtre de l'Étoile
- Théâtre des Fantaisies-Parisiennes (anc. Champ-de-Foire, Nouveau-Théâtre, Fontaine (I) et Folies-Montmartre, devenu la cabaret La Nouvelle Ève)
- Théâtre Femina
- Théâtre des Folies-Dramatiques
- Théâtre des Folies-Nouvelles (anc. Folies-Concertantes)
- Théâtre de la Gaîté ou Gaîté-Lyrique
- Théâtre des Gobelins
- Théâtre de Grenelle
- Grand-Guignol
- Grands-Danseurs du Roi
- Théâtre-Historique
- Hôtel de Bourgogne
- Théâtre du Lierre
- Théâtre Louvois
- Théâtre-Lyrique
- Les Menus-Plaisirs (devenu la Comédie de Paris)
- Théâtre des Menus-Plaisirs (devenu le théâtre Antoine)
- Théâtre Le Méry
- Théâtre des Noctambules
- Théâtre du Panthéon
- Théâtre Saint-Marcel
- Nouvel-Ambigu
- Théâtre d'Orsay
- Théâtre de la Vieille-Grille
- Vingtième théâtre
- Théâtre du Tourtour
- Théâtre du Vaudeville

## Cirque
- Cirque d'Été
- Cirque-Olympique
- Cirque du Palais-Royal

## Cabarets, music-halls
- ABC
- Alcazar (Alcazar d'hiver et Alcazar d'été)
- Alhambra-Maurice Chevalier
- Apollo
- Bal Tabarin
- Cabaret L'Écluse
- Concert Mayol
- Concert Pacra
- Éden-Concert
- Eldorado (devenu le théâtre Comedia)
- Golf-Drouot
- Le Chat noir
- Le Divan japonais
- Madame Arthur
- Moulin de la chanson
- Scala (rouverte en 2018)